# 2014年塞爾維亞國會選舉
2014年塞爾維亞國會選舉投票於2014年3月16日，選出塞爾維亞國會的250名議員。塞尔维亚前进党在這次選舉中獲得48.35%的得票率和158個議席，是國會的最大黨；塞爾維亞社會黨取得13.49%的得票率和44個議席；民主黨獲得6.03%的得票率和19個議席。

## 背景
由塞爾維亞前進黨領導、塞爾維亞社會黨支持的民粹主義聯盟在2012年議會選舉後上台組成聯合政府。民主黨在2012年選舉中遭受重創，但在貝爾格萊德保住了多數席位，選舉後民主黨內部領導層的分歧進一步削弱了其地位，民主黨籍貝爾格萊德市長德拉甘·吉拉斯在2013年因不信任投票被罷免。
由於塞爾維亞前進黨支持度不斷增加，加上執政聯盟內部的緊張日益加劇，塞尔维亚地方联合退出联合政府，使联合政府失去过半席次。第一副總理亞歷山大·武契奇因此呼籲提前舉行議會選舉，隨後塞爾維亞社會黨籍的總理伊維察·達契奇也同意提前舉行選舉，儘管先前人們猜測他不願意提前選舉。1月29日，塞爾維亞總統托米斯拉夫·尼科利奇回應呼籲，解散議會並安排於2014年3月16日提前舉行選舉。

## 選舉制度
塞爾維亞國民議會的250 名成員在一個全國單一選區按比例代表制選舉產生，選舉門檻為5% ，少數民族的聯盟不須通過該門檻。儘管遭到科索沃的阿爾巴尼亞人的拒絕，不過根據聯合國安理會第1244號決議（1999 年）和《庫馬諾沃技術協議》，科索沃境內的塞尔维亚公民可以在科索沃投票，不过科索沃的投票是由歐洲安全與合作組織負責處理。

## 民調

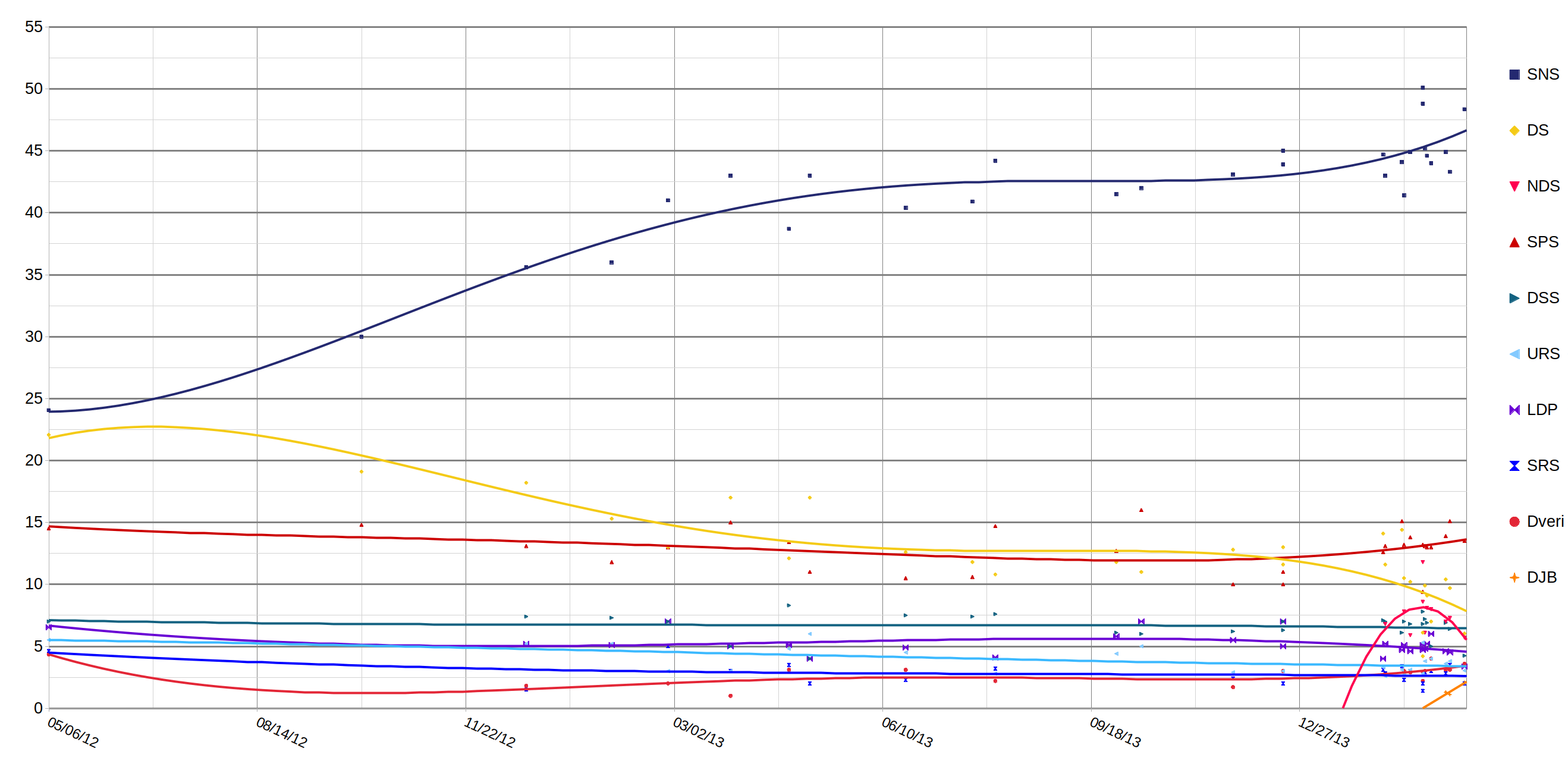
2014年塞爾維亞議會選舉民調趨勢

## 結果
| 政党               | 政党                                                          | 票数      | %      | 席数 | +/– |
| ------------------ | ------------------------------------------------------------- | --------- | ------ | ---- | --- |
|                    | 我們所相信的未來 (SNS–SDPS–NS–SPO–PS)                         | 1,736,920 | 49.96  | 158  | +85 |
|                    | 塞爾維亞社會黨–塞尔维亚联合退休者党–联合塞尔维亚              | 484,607   | 13.94  | 44   | 0   |
|                    | 為了民主的塞爾維亞 (DS-Nova-DHSV-BS)                          | 216,634   | 6.23   | 19   | –48 |
|                    | 社會民主黨–塞尔维亚绿党–伏伊伏丁那社會民主聯盟–一起為塞爾維亞 | 204,767   | 5.89   | 18   | +12 |
|                    | 伏伊伏丁那匈牙利人聯盟                                        | 75,294    | 2.17   | 6    | +1  |
|                    | 桑扎克民主行动党                                              | 35,157    | 1.01   | 3    | +1  |
|                    | 民主行动党                                                    | 24,301    | 0.70   | 2    | +1  |
|                    | 其他                                                          | 699,036   | 20.11  | 0    | -   |
| 总共               | 总共                                                          | 3,476,716 | 100.00 | 250  | 0   |
|                    |                                                               |           |        |      |     |
| 有效票数           | 有效票数                                                      | 3,476,716 | 96.78  |      |     |
| 无效及空白票数     | 无效及空白票数                                                | 115,659   | 3.22   |      |     |
| 总票数             | 总票数                                                        | 3,592,375 | 100.00 |      |     |
| 已登记选民／投票率 | 已登记选民／投票率                                            | 6,765,998 | 53.09  |      |     |
| 资料来源：RIK      |                                                               |           |        |      |     |

## 後續
儘管前进党本身就擁有過半的158席，前进党仍與社會黨和少數民族政黨組成聯合內閣。亞歷山大·武契奇與前进党在本次選舉獲得大勝，讓武契奇在選後成為塞爾維亞總理。